# Tropicomyia flacourthiae
Tropicomyia flacourthiae är en tvåvingeart som beskrevs av Seguy 1951. Tropicomyia flacourthiae ingår i släktet Tropicomyia och familjen minerarflugor. Inga underarter finns listade i Catalogue of Life.